# Forcipiger flavissimus
Forcipiger flavissimus · Poisson-pincette jaune, Chelmon à long bec, Poisson-papillon long bec
Espèce
Synonymes
- Foreipiger flavissimus Jordan & McGregor, 1898

Statut de conservation UICN

 LC  : Préoccupation mineure
Forcipiger flavissimus, communément nommé Poisson-pincette jaune ou Poisson-pincette à long bec ou Chelmon à long bec entre autres noms vernaculaires, est un poisson marin qui appartient à la famille des Chaetodontidae soit les poissons-papillon.

## Description
Ce Poisson-pincette est un poisson de petite taille pouvant atteindre 22 cm de long,.
F. flavissimus est un poisson comprimé latéralement, à la silhouette pentagonale (carrée à l'arrière et triangulaire à l'avant), de couleur jaune citron. Sa tête est noire sur la moitié supérieure et blanche sur la moitié inférieure, et comme son nom l'indique, sa bouche est prolongée en un long museau, blanc argenté. Il a habituellement 12 à 13 épines dorsales, une tache noire sur la nageoire anale, et la poitrine parfaitement blanche. 

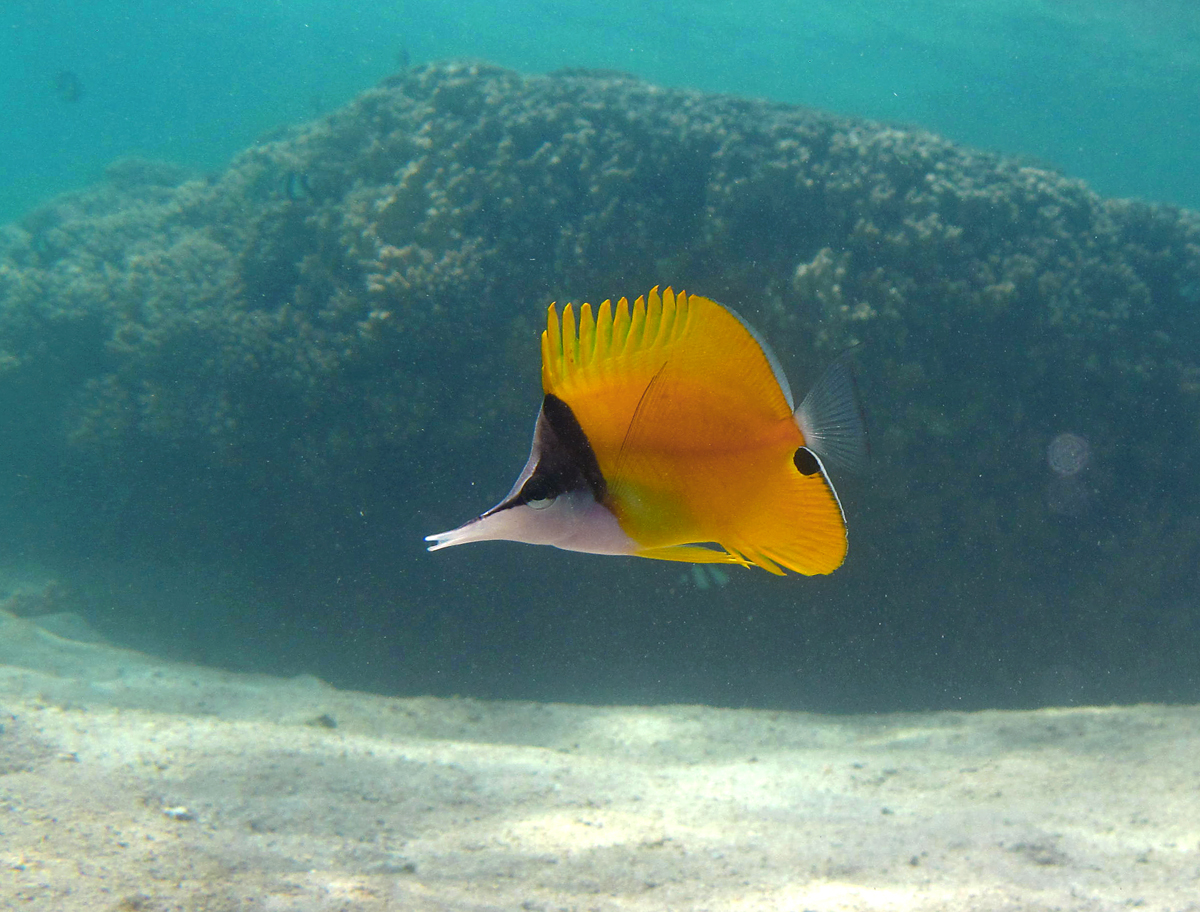
à La Réunion
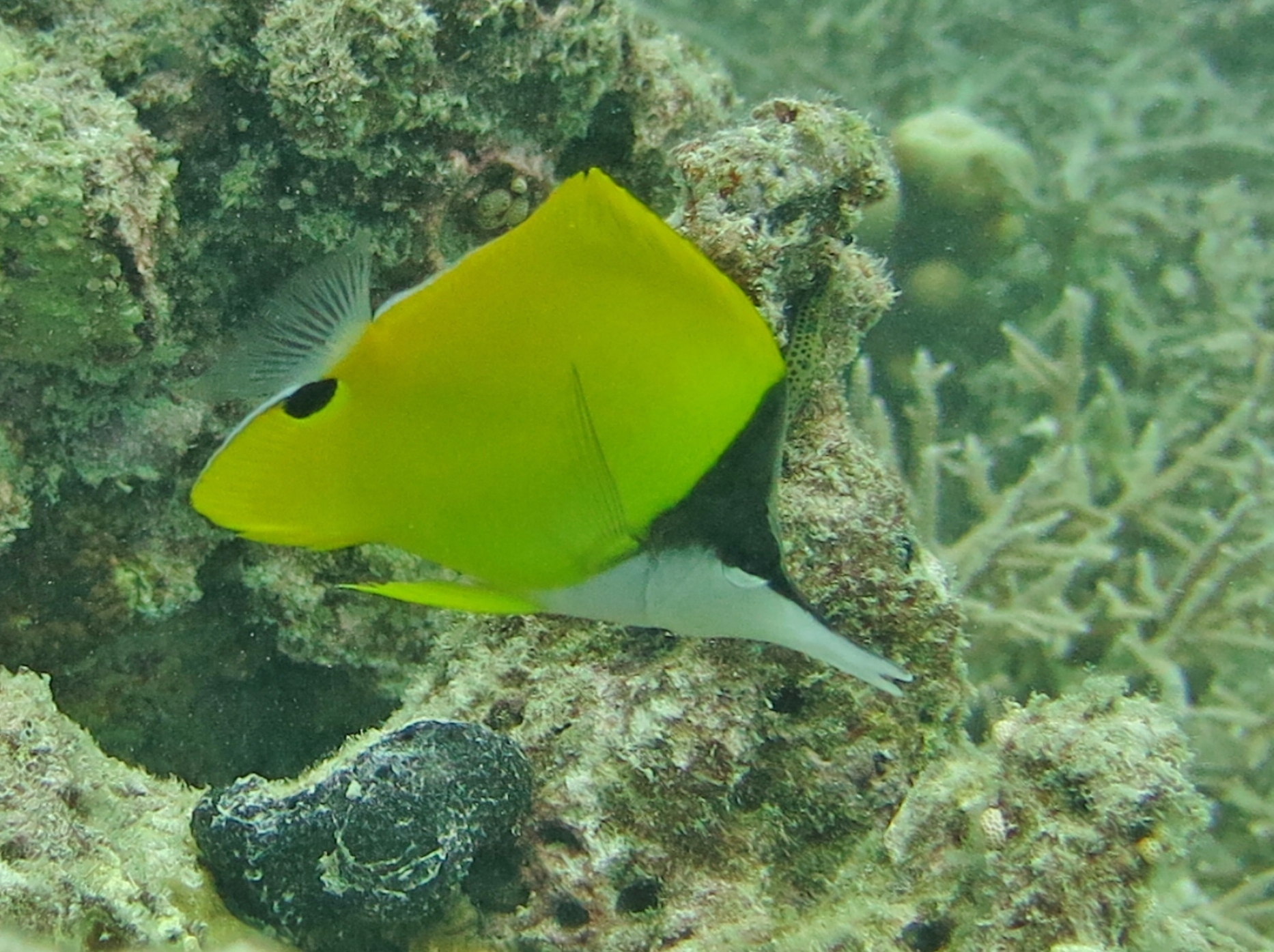
aux Maldives
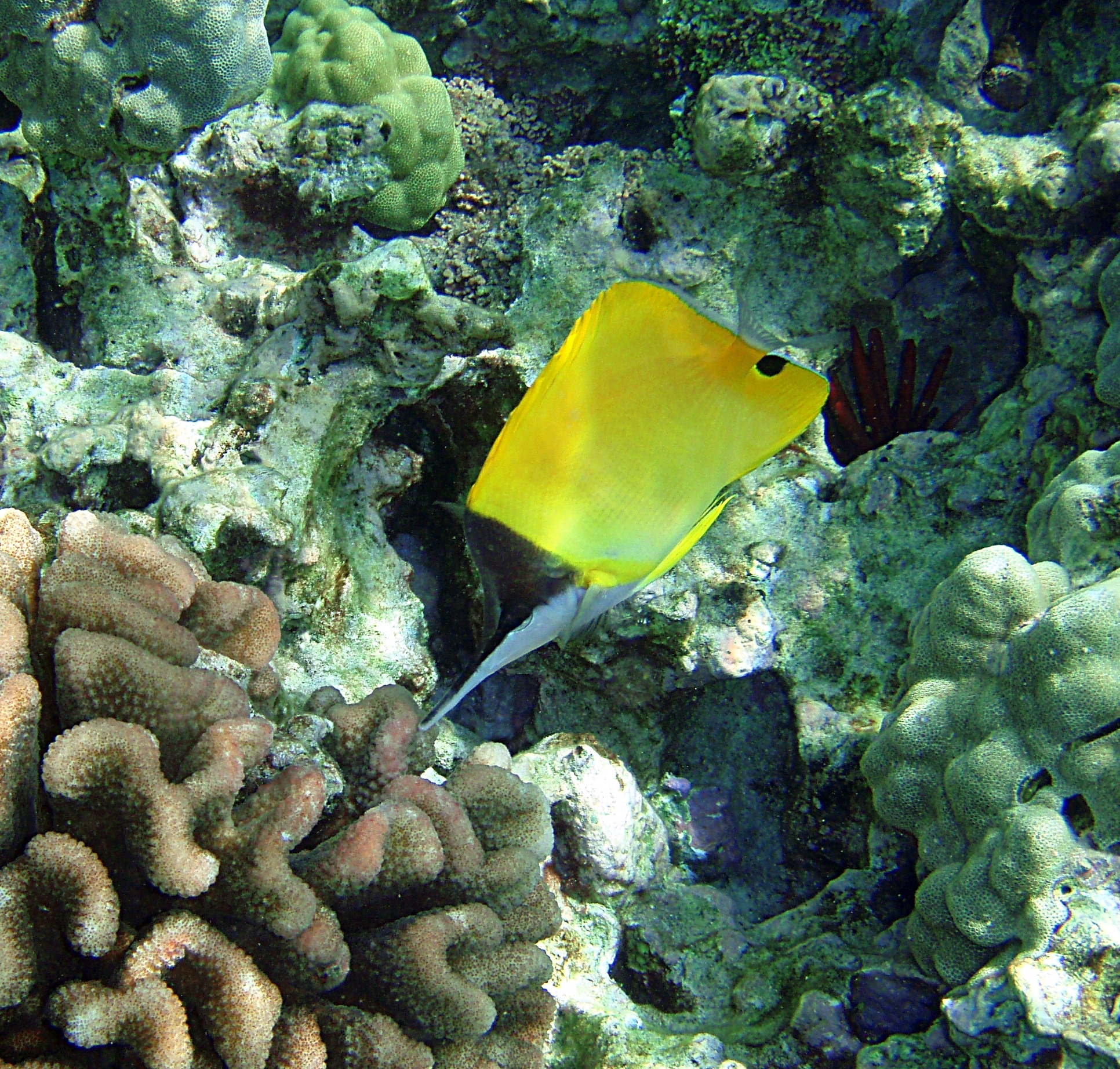
à Kona.

Dans certaines régions, sa livrée est entièrement brune ou noire.
En comparaison, l'espèce-sœur F. longirostris a un rostre plus long, moins d'épines dorsales, des points noirs sur la joue et son opercule est moins courbe.

## Habitat et répartition
Le Poisson-pincette jaune est présent là où il y a abondance de coraux, dans les eaux tropicales de la zone Indo-Pacifique des côtes orientales de l'Afrique aux îles Hawaï et de Pâques ainsi dans l'Océan Pacifique oriental au sud de la Baja California et dans les îles Revillagigedo et Galapagos,,. Il vit entre 5 et 60 m de profondeur.

## Alimentation
Le Chelmon à long bec mange des vers, des petits crustacés et des gastéropodes ainsi que des œufs de poissons.

## Reproduction
Les juvéniles vivent en bancs et les adultes forment des couples pour la reproduction.